# کویچووتسی
کویچووتسی (به بلغاری: Koychovtsi) یک منطقهٔ مسکونی در بلغارستان است که در تریاونا واقع شده‌است.